# كارل إريك غران
كارل إريك غران (بالسويدية: Karl-Erik Grahn)‏ (مواليد 5 نوفمبر 1914) هو لاعب كرة قدم. يلعب مع منتخب السويد لكرة القدم. سبق له أن لعب في كأس العالم لكرة القدم مع منتخب بلاده.

## روابط خارجية
- كارل إريك غران على موقع الاتحاد الدولي (مؤرشف)  (الإنجليزية)
- كارل إريك غران على موقع اتحاد السويد (السويدية)
- كارل إريك غران على موقع قاعدة بيانات كرة القدم.إي يو (الإنجليزية)
- كارل إريك غران على موقع ناشيونال فوتبول تيمز (الإنجليزية)
- كارل إريك غران على موقع عالم كرة القدم.نت (الإنجليزية)
- كارل إريك غران على موقع أوليمبيديا (الإنجليزية)
- كارل إريك غران على موقع اللجنة الأولمبية السويدية (السويدية)